# Prințul Harald al Danemarcei
Prințul Harald al Danemarcei (Harald Christian Frederik; 8 octombrie 1876 – 30 martie 1949) a fost al patrulea copil și al treilea fiu al regelui Frederic al VIII-lea al Danemarcei și a reginei Louise a Suediei. A servit în armata regală daneză și a ajuns la rangul de general locotenent.

## Căsătorie și copii
Prințul Harald s-a căsătorit cu Prințesa Helena Adelaide de Schleswig-Holstein-Sonderburg-Glücksburg (fiică a lui Friedrich Ferdinand, Duce de Schleswig-Holstein) la 28 aprilie 1909 la Glücksburg, Schleswig-Holstein, Germania. Harold și Helena Adelaide au avut cinci copii:
- Prințesa Feodora Louise Caroline Mathilde Viktoria Alexandra Frederikke Johanne a Danemarcei (3 iulie 1910 – 17 martie 1975). S-a căsătorit cu vărul ei primar, Prințul Christian de Schaumburg-Lippe și a avut copii.
- Prințesa Caroline-Mathilde Louise Dagmar Christiane Maud Augusta Ingeborg Thyra Adelheid a Danemarcei (27 aprilie 1912 – 12 decembrie 1995). S-a căsătorit cu vărul ei primar, Prințul Knud al Danemarcei și a avut copii.
- Prințesa Alexandrine-Louise Caroline-Mathilde Dagmar a Danemarcei (12 decembrie 1914 – 26 aprilie 1962). S-a căsătorit cu contele Luitpold de Castell-Castell și a avut copii.
- Prințul Gorm Christian Frederik Hans Harald al Danemarcei (24 februarie 1919 – 26 decembrie 1991). Necăsătorit și fără copii.
- Prințul Oluf Christian Carl Axel al Danemarcei (10 martie 1923 – 19 decembrie 1990). Și-a pierdut titlu și a devenit contele Christian de Rosenborg după căsătoria cu Annie Helene Dorrit Puggard-Müller și cu Lis Wulff-Juergensen. A avut copii.